# Klaatu (banda)
Klaatu fue una banda canadiense de pop progresivo de finales de los años setenta y principios de los ochenta. Su primer álbum, 3:47 EST (titulado Klaatu en Estados Unidos) tenía un estilo muy similar al de los Beatles, particularmente en la canción "Sub-Rosa Subway", además de no contener ninguna clase de información biográfica en su comercialización. Esto propició que se creara el rumor de que se trataba de un proyecto anónimo del cuarteto de Liverpool.

## Carrera
La banda fue fundada en la ciudad canadiense de Toronto en 1973 por el dúo de John Woloschuk y Dee Long.  Después de grabar dos sencillos que no estaban en las listas, el baterista Terry Draper se agregó a la formación; Este trío constituyó a Klaatu durante el resto de la carrera discográfica de la banda.
Tomó su nombre del personaje extraterrestre interpretado por Michael Rennie en la cinta de ciencia ficción Ultimátum a la Tierra. La película a su vez está basada en el cuento Farewell to the Master de Harry Bates.
La canción más famosa de Klaatu, "Calling Occupants of Interplanetary Crafts", fue versionada por los hermanos Carpenter en 1977.
Su segundo álbum, Hope, incluye contribuciones de la Orquesta Sinfónica de Londres, y es considerada por los seguidores de la banda como un trabajo igual o superior al primer álbum. 
Su tercer disco, Sir Army Suit, fue lanzado en 1978. Dos años después salió a la venta el álbum Endangered Species, en el que la banda por fin reveló la identidad de sus integrantes: Terry Draper, John Woloschuck y Dee Long. No había conexión musical alguna con los ex Beatles.
Después de terminar su contrato con Capitol en los Estados Unidos, lanzaron su último álbum, Magentalane, únicamente en Canadá.
Sus grabaciones salieron en formato CD relativamente tarde, y hasta poco después del año 2000, diversas compañías disqueras (incluyendo a Capitol) solo habían lanzado sus álbumes con baja calidad de sonido y en algunos casos un orden incorrecto de las canciones. Finalmente, Bullseye Records lanzó los discos en su versión original y con alta calidad. Bullseye también sacó un álbum de tributo a Klaatu, titulado Around the Universe in Eighty Minutes.
Los tres integrantes de Klaatu se reunieron el 7 de mayo de 2005 para una breve presentación en la KlaatuKon de Toronto, Canadá. La lista de canciones consistió de los temas "At the End of the Rainbow", "I Don't Wanna Go Home", "Cherie", "Magentalane", "Little Neutrino" y "All Good Things".

## Discografía

### Álbumes de estudio
- 3:47 EST (1976)
- Hope (1977)
- Sir Army Suit (1978)
- Endangered Species (1980)
- Magentalane (1981)

### Álbumes recopilatorios
- Klaasic Klaatu (1982)
- Klaatu Sampler
- Peaks (1993)
- Sun Set (2005)
- Raarities (2005)
- Solology (2009)